# Watt Bay
Die Watt Bay ist eine bis zu 22 km breite Bucht an der Küste des ostantarktischen Georg-V.-Lands. Sie liegt zwischen dem Garnet Point und dem Kap De la Motte.
Entdeckt wurde die Bucht bei der Australasiatischen Antarktisexpedition (1911–1914) unter der Leitung des australischen Polarforschers Douglas Mawson. Dieser benannte sie nach dem australischen Politiker William Alexander Watt (1871–1946), von 1912 bis 1913 Premierminister des Bundesstaats Victoria.